# كاورو أسانو
كاورو أسانو (باليابانية: 浅野 薫) (19 مايو 1973 في أوساكا في اليابان – )؛ هو لاعب كرة قدم ياباني سابق كان يلعب كمدافع.

## وصلات خارجية
- كاورو أسانو على موقع رابطة كرة القدم اليابانية للمحترفين (اليابانية)
- كاورو أسانو على موقع عالم كرة القدم.نت (الإنجليزية)